# Buckhorn (Kentucky)
Buckhorn és una població dels Estats Units a l'estat de Kentucky. Segons el cens del 2000 tenia 144 habitants.

## Demografia
Segons el cens del 2000, Buckhorn tenia 144 habitants, 48 habitatges, i 33 famílies. La densitat de població era de 111,2 habitants/km².
Dels 48 habitatges en un 29,2% hi vivien nens de menys de 18 anys, en un 60,4% hi vivien parelles casades, en un 8,3% dones solteres, i en un 31,3% no eren unitats familiars. En el 31,3% dels habitatges hi vivien persones soles el 16,7% de les quals corresponia a persones de 65 anys o més que vivien soles. El nombre mitjà de persones vivint en cada habitatge era de 2,38 i el nombre mitjà de persones que vivien en cada família era de 2,97.
Per edats la població es repartia de la següent manera: un 34,7% tenia menys de 18 anys, un 9% entre 18 i 24, un 27,8% entre 25 i 44, un 18,1% de 45 a 60 i un 10,4% 65 anys o més.
L'edat mediana era de 30 anys. Per cada 100 dones de 18 o més anys hi havia 108,9 homes.
La renda mediana per habitatge era de 35.000 $ i la renda mediana per família de 51.250 $. Els homes tenien una renda mediana de 26.250 $ mentre que les dones 33.750 $. La renda per capita de la població era de 13.742 $. Entorn del 10% de les famílies i el 34,2% de la població estaven per davall del llindar de pobresa.

## Poblacions més properes
El següent diagrama mostra les poblacions més properes.